# Doris
För andra betydelser se, Doris (olika betydelser)

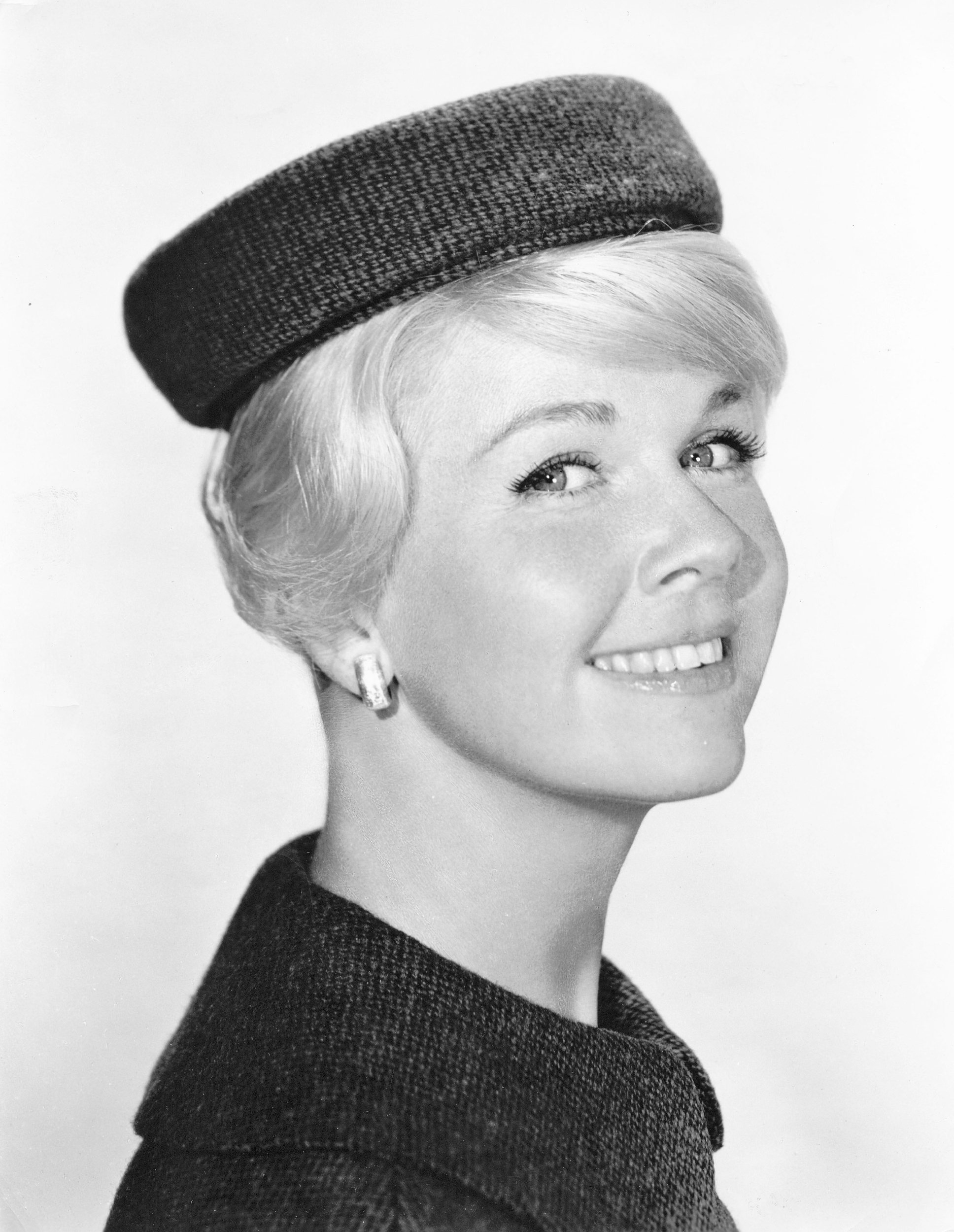
Doris Day

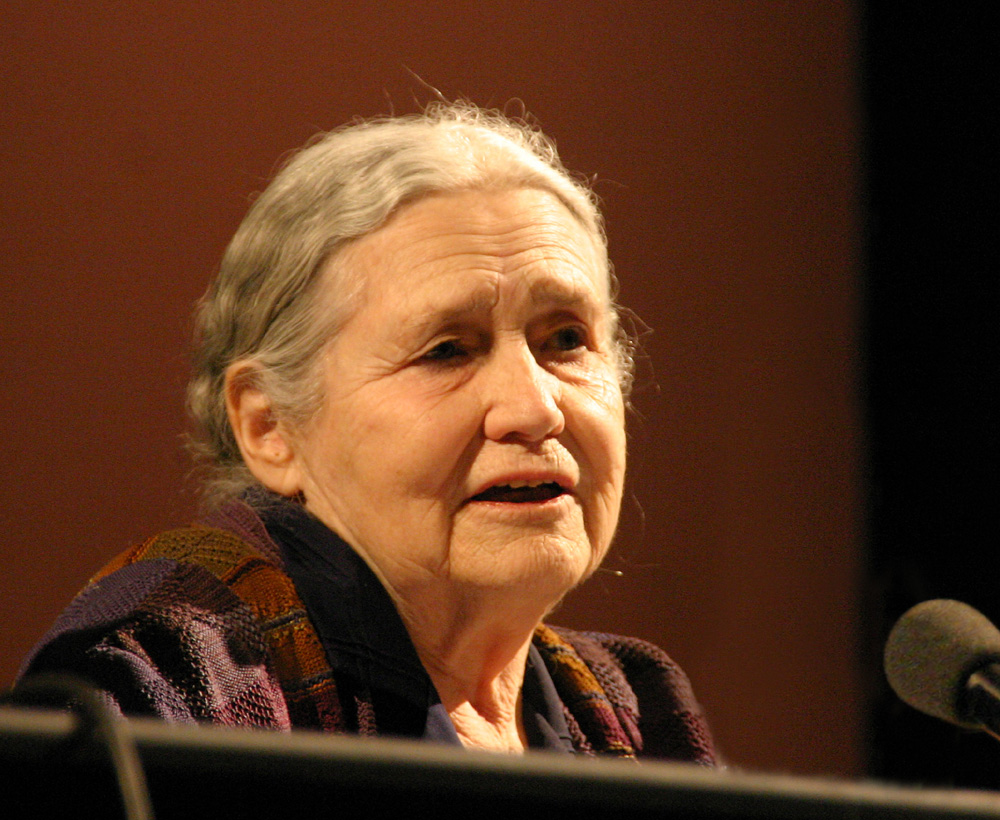
Doris Lessing

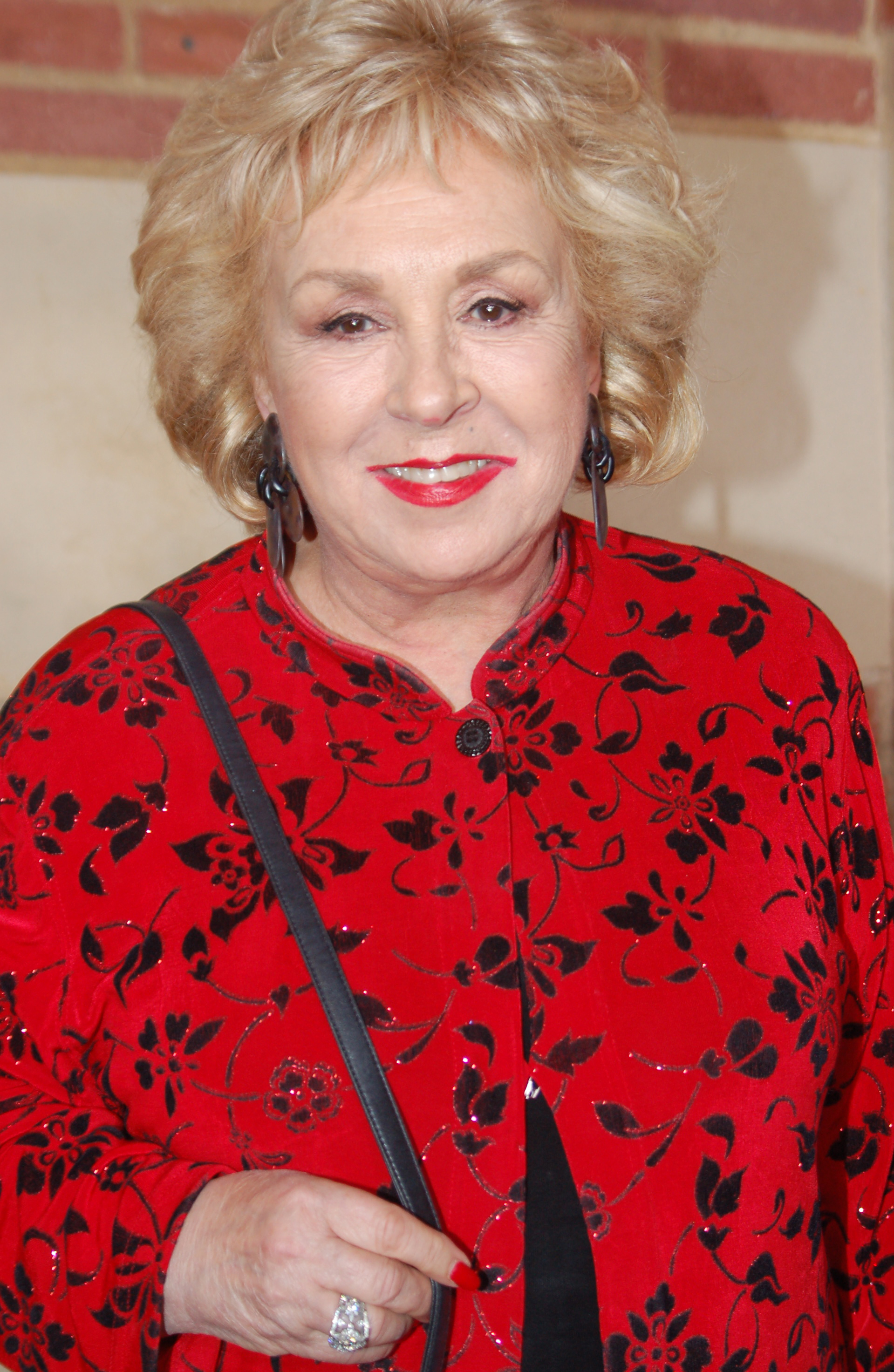
Doris Roberts

Kvinnonamnet Doris är ett grekiskt namn (Δωρις) som betyder "gåva". Eventuellt kan betydelsen också vara dorisk kvinna.
Havsguden Okeanos hade en dotter med namnet Doris. Hon var gift med en annan havsgud; Nereus.
Doris började användas som namn i Sverige i början av 1800-talet. Namnet var populärt under första hälften av 1900-talet men har sedan avtagit i popularitet.
Den 31 december 2019 fanns det totalt 8 426 kvinnor folkbokförda i Sverige med namnet Doris, varav 4 460 bar det som tilltalsnamn.
Namnsdag: 6 februari, delas med Dorotea, (1993-2000: 7 mars). I den finlandssvenska namnsdagslängden har Doris namnsdag 15 januari sedan 1929, då en egen namnsdagskalender togs i bruk för finlandssvenskar.

## Personer med namnet Doris
- Doris Altman, svensk skådespelerska
- Doris Dahlin, svensk författare
- Doris Day, amerikansk skådespelerska och sångerska
- Doris Dragović, kroatisk sångerska
- Doris Duke, amerikansk arvtagerska och filantrop
- Doris Fitschen, tysk fotbollsspelare
- Doris Funcke, svensk skådespelare och konstnär
- Doris Gercke, tysk författare
- Doris Grau, amerikansk skådespelerska
- Doris Granny D. Haddock, amerikansk politiker
- Doris Hart, amerikansk tennisspelare
- Doris Hopp, svensk bordellmamma
- Doris Håvik, svensk politiker (s)
- Doris Johannessen, norsk skådespelerska
- Doris Kelenc, slovensk fotbollsspelare
- Doris Lessing, brittisk författare och nobelpristagare
- Doris Leuthard, schweizisk politiker
- Doris Matsui, amerikansk politiker
- Doris Nelson, svensk skådespelerska
- Doris N. Rendell, brittisk sång- och psalmförfattare
- Doris Roberts, amerikansk skådespelerska
- Doris Soffel, tysk mezzosopran
- Doris Svedlund, svensk skådespelerska
- Doris Svensson, svensk sångerska känd under artistnamnet Doris
- Doris Söderström, svensk skådespelerska
- Doris Troy, amerikansk soulsångerska
- Doris Wishman, amerikansk filmregissör

## Fiktiva figurer med namnet Doris
- Doris, jorden i Aniara, Harry Martinsons diktepos
- Doris Anka i Kalle Anka
- Doris i Jönssonligan
- Doris, Åkes lillasyster i Bert-serien
- Häxan Doris Purkiss i böckerna om Harry Potter
- Kossan Doris
- Doris, en palettkirurgfisk som lider av närminnesförlust i Hitta Nemo
- Doris, rollfigur i filmen Repmånad. Spelad av Monica Dominique